# Categoria d'un torneig d'escacs
La categoria d'un torneig d'escacs és un indicador del seu nivell, determinat mercès a la mitjana d'Elo dels seus participants.
El sistema de categories és l'emprat per la FIDE per classificar els torneigs tancats (torneigs en què tots els jugadors juguen els uns contra els altres almenys un cop) a ritme de joc clàssic o estàndard.
La categoria inicial (més baixa) per torneigs de nivell magistral és la categoria I, que significa que els participants tenen una mitjana d'Elo entre 2251 i 2275 punts. De 2276 a 2300 és un torneigs de categoria II, i així successivament (cada categoria representa una franja de 25 punts Elo). La categoria XXI, la més forta, s'ha inclòs recentment, degut al progressiu increment de força dels jugadors d'elit.
Les categories són atribuïdes segons el següent sistema de correspondència:
| Cat. | Mitjana Elo |
| ---- | ----------- |
| I    | 2251–2275   |
| II   | 2276-2300   |
| III  | 2301-2325   |
| IV   | 2326-2350   |
| V    | 2351-2375   |
| VI   | 2376-2400   |
| VII  | 2401-2425   |

| Cat. | Mitjana Elo |
| ---- | ----------- |
| VIII | 2426-2450   |
| IX   | 2451-2475   |
| X    | 2476-2500   |
| XI   | 2501-2525   |
| XII  | 2526-2550   |
| XIII | 2551-2575   |
| XIV  | 2576-2600   |

| Cat.  | Mitjana Elo |
| ----- | ----------- |
| XV    | 2601-2625   |
| XVI   | 2626-2650   |
| XVII  | 2651-2675   |
| XVIII | 2676-2700   |
| XIX   | 2701-2725   |
| XX    | 2726-2750   |
| XXI   | 2751-2775   |

| Cat.  | Mitjana Elo |
| ----- | ----------- |
| XXII  | 2776-2800   |
| XXIII | 2801-2825   |

## Torneigs de categoria XXI
La categoria més elevada mai atribuïda a un torneig és la XXI, que s'ha donat en les següents ocasions:
- 1996 : Las Palmas (mitjana Elo de 2757) : torneig a doble volta guanyat per Garri Kaspàrov.
- 1998 : Torneig de Linares (mitjana 2752), torneig a doble volta guanyat per Viswanathan Anand.
- 2000 : Linares (mitjana Elo 2752) : torneig a doble volta guanyat per Kasparov i per Vladímir Kràmnik, ex aequo.
- 2001 : Torneig de Dortmund: torneig a doble volta, mitjana 2755, guanyat per Kràmnik per desempat, per davant de Vesselín Topàlov.
- 2007 : Campionat del món de 2007 a Mèxic (mitjana 2752), torneig a doble volta, guanyat per Anand.
- 2008 : 
  - Linares (mitjana 2756), torneig a doble volta guanyat per Anand.
  - Final del Grand Slam de Bilbao 2008 (mitjana 2769), guanyat per Topàlov.[3]
- 2009 :
  - Linares 2009 (mitjana 2758), torneig a doble volta guanyat per desempat per Aleksandr Grisxuk per davant de Vasil Ivantxuk.
  - Torneig M-Tel de Sofia 2009 (mitjana 2759), guanyat per Aleksei Xírov.
  - Torneig de Nankin 2009 a la Xina (mitjana 2765,5), guanyat per Magnus Carlsen.
  - Memorial Mikhaïl Tal 2009 a Rússia (mitjana 2764), guanyat per Kràmnik.
- 2010 : Linares (mitjana 2758), torneig a doble volta guanyat per Topàlov.